# ملکه حلقه
ملکه حلقه (کره‌ای: 반지의 여왕؛ انگلیسی: Queen of the Ring) یک مجموعه تلویزیونی محصول کره جنوبی سال ۲۰۱۷ با بازی کیم سول گی و آن هیو سوپ است. این مجموعه یکی از بخش‌های سه‌گانه سه رنگ فانتزی تولیدشده توسط ام‌بی‌سی و ناور است. رنگ این درام طلایی و بخش‌های قبل از آن ستاره گیتی (سفید) و عشقی سرشار از زندگی (سبز) است. این مجموعه از ۷ مارس ۲۰۱۷، سه‌شنبه‌ها ساعت ۰۰:۰۰ (کی‌اس‌تی) از ناور تی‌وی کست و از ۹ مارس ۲۰۱۷، پنجشنبه‌ها ساعت ۲۳:۱۰ (کی‌اس‌تی) از ام‌بی‌سی پخش شد.